# Pałac Konopków
Pałac Konopków — późnobarokowy pałac wybudowany w latach osiemdziesiątych XVIII wieku w Wieliczce przez braci Konopków. 
Pierwotnie składał się z piętrowego pałacu ze ścianą frontową zwróconą ku zachodowi, tarasu, dziedzińca oraz zabudowań gospodarczych. Konopkowie sprzedali pałac władzom austriackim, które przeznaczyły go na budynek dla kopalni. Służył jako mieszkanie rodzinom urzędników salinarnych. Zamieszkiwał tu Feliks Piestrak, kierownik Szkoły Górniczej w Wieliczce w latach 1909–1912 i 1918–1924. W połowie XX wieku znajdowała się w nim Miejska Biblioteka Publiczna. W tym czasie pałac wymagał permanentnego remontu; zarówno budynek jak i mury popadały w ruinę; mroczne piwnice obiektu posiadały swoją legendę i były celem nielegalnych, tajnych wycieczek uczniów pobliskiej szkoły podstawowej. Po transformacji ustrojowej pałac był bardzo długo remontowany. 
Budynek, starannie odrestaurowany i wyremontowany, został przeznaczony na małopolsko-świętokrzyski oddział Instytutu Pamięci Narodowej.
13 sierpnia 2010 roku odsłonięto umieszczoną na elewacji pałacu tablicę pamiątkową poświęconą prezesowi IPN Januszowi Kurtyce, który zginął w katastrofie polskiego Tu-154 w Smoleńsku, ufundowaną przez Stowarzyszenie NZS 1980.